# Hydaticus congo
Hydaticus congo är en skalbaggsart som beskrevs av Gschwendtner 1938. Hydaticus congo ingår i släktet Hydaticus och familjen dykare. Inga underarter finns listade i Catalogue of Life.